# سيرجيو جونيور
سيرجيو جونيور هو لاعب كرة قدم برازيلي في مركز الهجوم، ولد في 19 فبراير 1979 في بيلو هوريزونتي في البرازيل. لعب مع نادي أوداكس ريو.

## وصلات خارجية
- سيرجيو جونيور على موقع دوري كوريا الجنوبية (الإنجليزية)
- سيرجيو جونيور على موقع قاعدة بيانات كرة القدم.إي يو (الإنجليزية)
- سيرجيو جونيور على موقع عالم كرة القدم.نت (الإنجليزية)